# Philipp Jakob Roeth
Philipp Jakob Heinrich Roeth, també Rötch o Roetch (6 de març de 1779 a Múnic; † 27 de gener de 1850 ibídem) fou un compositor alemany.
Va ser intèrpret de diversos instruments, però fou la seva afició a la composició, la que més practicà, devent-se'li l'òpera Holmara, diverses operetes i òperes còmiques, representades a Múnic amb un èxit relatiu; ballables; obres per a violí, flauta, etc.; cançons alemanyes amb acompanyament de piano, etc..